# 篠田三郎
篠田三郎（日语：／ Shinoda Saburō，1948年12月5日—），日本演员。本名大塚晴生（／ Ootsuka Haruo）。
东京都港区麻布出身。身高178cm，体重76kg，血型为O型。于日本大学第二高等学校退学。
其最为大眾所熟知的演出作品，是1973年主演的《超人力霸王太郎》，出演主角ZAT队的东光太郎（東 光太郎）队员，即为主角太郎。

## 經歷
篠田是工薪族父母的長子，有兩個弟弟。在豊島區立道和中學校就讀後，於1964年進入日本大學第二高中就讀，但在第二年通過大映第18屆新面孔後輟學。儘管他對未來沒有太多的目標，但他對電影充滿了嚮往，當他收到東寶和大映新面孔演員的邀請後，他與東寶失之交臂，並幸運地被大映接受了他想繼續他的學業，學校政策阻止他這樣做。由於他的家人經營著一家小工廠，他說：「我的想法是，即使我作為演員做得不好，我也應該接管家族企業。 」
在培訓學校接受培訓後，他加入了大映東京工作室，並於1966年憑藉電影《雁》 出道。之後，他被分配到一個大房間裡，繼續以路人演員的身份出現各種電影、電視劇中，他還出演了卡美拉系列電影《卡美拉對宇宙怪獸拜拉斯》（1968）中的一個小角色。
1970 年，在帯盛迪彦執導的《高校班長》中首次擔任主角後，他在一系列四部電影中出演了王牌演員。1971年，與關根惠子（現藝名高桥惠子）合作出演了《高校生心中・純愛》一炮而紅。
應TBS製作人橋本洋二之邀，轉行出演電視劇《银假面》，並在《银假面》中飾演春日兄妹三子「春日光三」一角，此後經常參與特攝劇露面。在1973年的超人力霸王系列《超人力霸王太郎》中，他飾演主角东光太郎。
同年，他還出演了《天下堂々》（NHK），並獲得了廣泛的支持。1974年，他在《少年！老師》 中飾演主角海道健太老師一角，確立了自己的電視劇演員地位。
1975年，主演大榮電視台出品的偵探劇《TOKYO_DETECTIVE_二人の事件簿》，因此在1976年參與了續集《新・二人事件簿》，後在參演了幾部電影后後，在高林陽一的《金閣寺（電影）》中飾演主角溝口。1977年憑藉NHK大河劇《花神》廣受歡迎，此後則多次參演商業黃金時段電視劇。
此後，他在專注於電視的同時，也出現在電影和舞台上，以清新的個性而受到歡迎。1990年，曾經參與長劇《部長刑事》系列劇《部長刑事都市警察24》 。從2000年代初開始，他就在《忘不了的人》電影中積極扮演反派角色。他還擅長扮演面具和嘴巴整齊的貴族，例如電影《日本武尊》中的國王角色，大河劇《燒傷的草》中的源實朝角色，以及銀河電視小說《復活》中的角色。作為伯爵。此外，他還參與了野島慎司編劇《純真的愛情》系列和《黃金保齡球》的演出。
2020年1月，篠田調入劇團民藝青山事務所 。

## 出演

### 電視劇
- 超人力霸王系列
  - 超人力霸王衛司第20話 （1972年、TBS） --筱田一郎
  - 超人力霸王太郎 （1973年-1974年） - 東光太郎